# Дубровище
Дубровище (рос. Дубровище) — присілок Гагарінського району Смоленської області Росії. Входить до складу Токарєвського сільського поселення. Населення — 3 особи.